# Cheve
Cheve sau Keve era o cetate reședință, la nord de Banat, stăpânită după vechile cronici de Glad la finele secolului X. Aceasta a continuat să existe împreună cu ținutul Cheve (comitat înființat în secolul XI), până ce a căzut sub turci, la 1551. Comitatul Cheve cuprindea părți din județul Timiș, Arad și Caraș. În prezent, așezarea se numește Cuvin.
 Acest articol despre un subiect legat de  istoria României este deocamdată un ciot. Puteți ajuta Wikipedia prin completarea sa.